# Florentine (rivier)
De Florentine is een rivier in het zuidwesten van het eiland Tasmanië, met een lengte van 65,4 km en een verval van 479 meter.
De rivier ontspringt op 666 m hoogte op de zuidwestflank van Junction Hill, een berg in het uiterste noordoosten van het Nationaal park Southwest, in de buurt van Lake Gordon. Zij stroomt naar het noordnoordoosten onder Gordon River Road door en dan ten oosten van het Nationaal park Franklin-Gordon Wild Rivers. Een 5-tal km ten zuiden van Wayatinah mondt zij uit in Lake Catagunya, een stuwmeer op de rivier de Derwent. 